# Notarthrinus binghami
The Chapman's Hedge Blue (Notarthrinus binghami) là một loài bướm ngày nhỏ được tìm thấy ở Ấn Độ, thuộc họ Bướm xanh.

## Phân loại
The butterfly was earlier known as Lycaenopsis binghami Chapman.

## Range
Nó được tìm thấy ở Assam in Ấn Độ to North Myanmar.